# Antoni Sosnowski
Antoni Sosnowski (ur. 1 czerwca 1946 w Żmiarkach) – polski polityk, z wykształcenia inżynier mechanik, poseł na Sejm V kadencji.

## Życiorys
W 1971 ukończył studia na Wydziale Budowy Maszyn Politechniki Częstochowskiej. Pracował jako konstruktor, technolog i główny mechanik. Od 1975 należy do Stowarzyszenia Inżynierów i Techników Mechaników Polskich. Od 1992 prowadzi własną wytwórnię narzędzi i artykułów budowlanych, a od 1999 także gospodarstwo rolne.
Od 2002 do 2005 zasiadał w sejmiku śląskim. Z listy Ligi Polskich Rodzin w 2004 bezskutecznie kandydował do Parlamentu Europejskiego (otrzymał 2530 głosów) i do Senatu (otrzymał 3329 głosów, zajmując 3. miejsce spośród 13 kandydatów), a w wyborach parlamentarnych w 2005 uzyskał mandat poselski z okręgu sosnowieckiego liczbą 5537 głosów.
W przedterminowych wyborach parlamentarnych w 2007 bez powodzenia kandydował z ramienia LPR do Senatu (uzyskał 12 039 głosów, zajmując przedostatnie, 8. miejsce), a w wyborach do Parlamentu Europejskiego w 2009 bezskutecznie ubiegał się o mandat deputowanego z listy Libertas (otrzymał 572 głosy). W wyborach samorządowych w 2010 i w 2014 bez powodzenia kandydował do sejmiku śląskiego z listy LPR, a w 2018 z listy KWW Polskie Rodziny Razem.
W latach 2008–2016 był członkiem zarządu głównego LPR, pełnił również funkcję koordynatora struktur tej partii w województwie śląskim. Później został wiceprzewodniczącym wojewódzkich struktur Akcji Zawiedzionych Emerytów Rencistów. W 2024 wystartował natomiast do rady miejskiej w Dąbrowie Górniczej z ramienia Ruchu Naprawy Polski.
Został odznaczony Brązowym Krzyżem Zasługi.